# Carex vulpinoidea
Carex vulpinoidea (syn.: Vignea vulpinoidea) je druh jednoděložné rostliny z čeledi šáchorovité (Cyperaceae), rodu ostřice (Carex).

## Popis
Jedná se o rostlinu dosahující výšky až 100 cm.
Je vytrvalá a hustě trsnatá. Lodyhy jsou trojhranné, nahoře drsné, jinak hladké, světle zelené. Listy jsou střídavé, nahloučené dole a v dolní polovině lodyhy, kterou svou délkou přesahují.
Čepele listu jsou asi 5 mm široké, světle zelené a hladké. Jazýček je tupý až zaokrouhlený Carex vulpinoidea patří mezi stejnoklasé ostřice, všechny klásky vypadají víceméně stejně a většinou obsahují samčí i samičí květy, samičí květy jsou v klásku dole, samčí nahoře. Složené květenství je asi 7–10 cm dlouhé, skládá se z mnoha klásků, v dolní části jsou i krátké větévky s několika klásky, dolní jsou trochu oddáleny. Listeny pod některými klásky jsou štětinovité. Okvětí chybí. V samčích květech jsou zpravidla 3 tyčinky. Blizny jsou většinou 2. Plodem je mošnička, která je zelená až bledě hnědá, cca 2–3,2 mm dlouhá, a 1,3–1,8 mm široká, kopinatá, bez žilek nebo na abaxiální straně trojžilná., na vrcholu zakončená cca 0,8–1,2 mm dlouhým zobánkem. Každá mošnička je podepřená plevou, která je světle hnědá, s membránovitým okrajem a zelenavým kýlem, je užší a asi stejně dlouhá jako mošnička. Počet chromozómů je 2n=52.

## Rozšíření
Carex vulpinoidea přirozeně roste v Severní Americe, hlavně v USA a v jižní Kanadě. Ve své domovině to je běžný druh. Jejím stanovištěm jsou většinou vlhká až podmáčená místa. V Evropě je jen zavlečená.